# Sörth
Sörth ist eine Ortsgemeinde im Landkreis Altenkirchen (Westerwald) in Rheinland-Pfalz. Sie gehört der Verbandsgemeinde Altenkirchen-Flammersfeld an.

## Geographische Lage

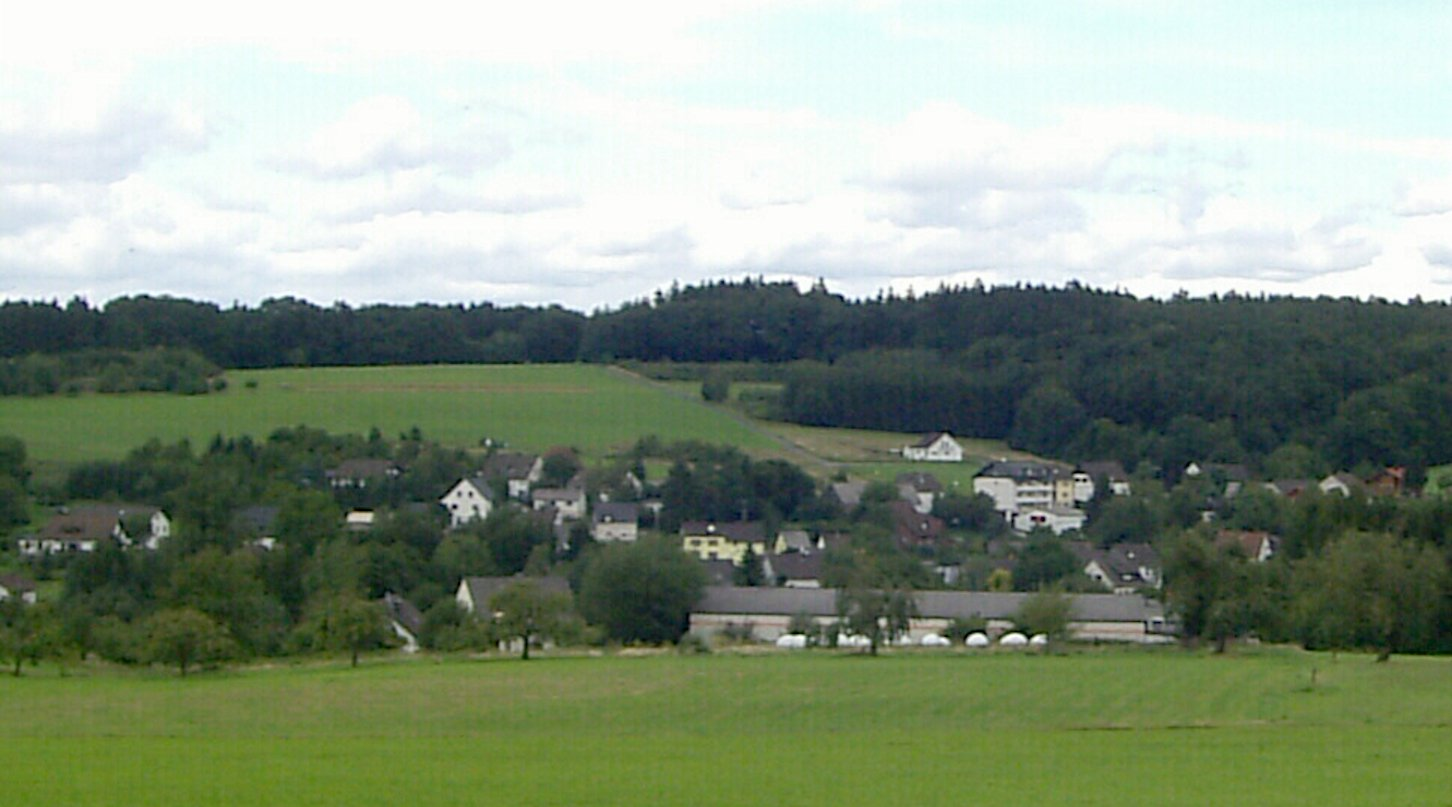
Blick von Süden auf die Ortsgemeinde Sörth

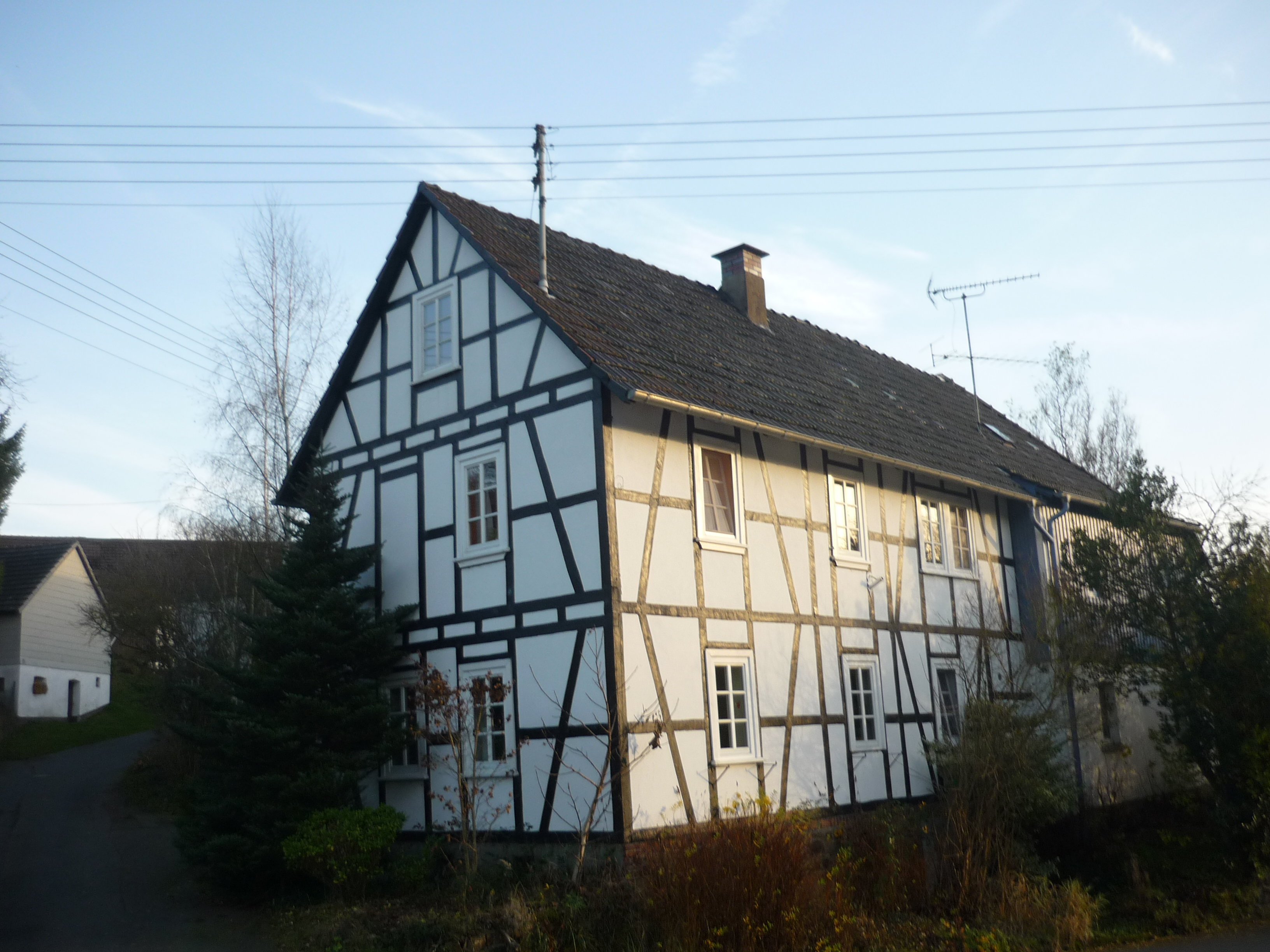
Sörth Fachwerkhaus

Sörth befindet sich in einem Tal etwa 10 km nordwestlich von Hachenburg und 3 km nordöstlich der Kreisstadt Altenkirchen. Der Ort liegt mitten in einer Art Rechteck, gebildet aus der Bundesstraße 256 im Westen und Nordwesten, der Landesstraße 290 im Nordosten und Osten und der Bundesstraße 414 im Süden.

## Bevölkerungsentwicklung
Die Entwicklung der Einwohnerzahl von Sörth, die Werte von 1871 bis 1987 beruhen auf Volkszählungen:
| Jahr | Einwohner |
| 1815 | 87        |
| 1835 | 107       |
| 1871 | 129       |
| 1905 | 168       |
| 1939 | 169       |
| 1950 | 181       |

| Jahr | Einwohner |
| 1961 | 163       |
| 1970 | 175       |
| 1987 | 210       |
| 1997 | 253       |
| 2005 | 246       |
| 2023 | 260       |

## Politik

### Gemeinderat
Der Gemeinderat in Sörth besteht aus sechs Ratsmitgliedern, die bei der Kommunalwahl am 9. Juni 2024 in einer Mehrheitswahl gewählt wurden, und dem ehrenamtlichen Ortsbürgermeister als Vorsitzendem.

### Bürgermeister
Walter Fischer wurde im Jahr 2012 Ortsbürgermeister von Sörth. Bei der Direktwahl am 26. Mai 2019 wurde er mit einem Stimmenanteil von 88,68 % und am 9. Juni 2024 als einziger Bewerber mit 74,4 % jeweils für weitere fünf Jahre in seinem Amt bestätigt.

## Wirtschaft
In Sörth sind mehrere kleine Gewerbe- und Handelsbetriebe ansässig, darunter eine auf Astroaufnahmen spezialisierte Fotoagentur. Landwirtschaft wird nur noch im Nebenerwerb betrieben.

## Kultur und Vereine
- Seit 2004 besteht in Sörth der Gleitschirmfreunde Sörth e. V., der in Ortsnähe ein Gleitschirm- und Drachenschlepp-Gelände unterhält. Der Verein heißt nun Gleitschirmfreunde Westerwald.

siehe auch: Liste der Kulturdenkmäler in Sörth